# SŽD-Baureihe ЧС11
Die Lokomotiven der Baureihe ЧС11 (deutsche Transkription TschS11, Transliteration ČS11) der Sowjetischen Eisenbahnen (SŽD) sind schmalspurige Elektrolokomotiven.
Mitte der 1960er Jahre war die Elektrifizierung des Eisenbahnnetzes in der Georgischen SSR fast vollständig abgeschlossen. Daher wurde die Elektrifizierung der einzigen georgischen Schmalspurbahn, der Bahnstrecke Bordschomi–Bakuriani, in Angriff genommen. Diese hat eine Spurweite von 900 mm (nach anderen Angaben 914 mm) und wurde bis dahin noch mit Dampflokomotiven der Baureihe Ьп bedient.
Für den Einsatz wurde eine Variante der tschechoslowakischen Industriebahnlokomotive vom Typ 17E vorgesehen, da diese für die engen Bögen und starken Steigungen geeignet war. Eine deutlich sichtbare Änderung zu den Bergbaulokomotiven ist der höherliegende Führerstand mit entsprechend größeren Fenstern. 1966 wurden 12 Lokomotiven bei SMZ in Dubnica nad Váhom gebaut und von der Transkaukasus-Eisenbahn als Baureihe ЧС11 mit den Nummern ЧС11-01 bis 12 in Dienst gestellt. 1967 wurde die Elektrifizierung der Strecke mit 1,5 kV Gleichspannung fertiggestellt.
Die ЧС11 haben einen Mittelführerstand, der auf beiden Seiten voll ausgestattet ist und auf dessen Dach sich zwei Stromabnehmer befinden. Wie häufig bei vergleichbaren Bergbaulokomotiven sind die Drehgestelle durch zusätzliche Gleitstücke auf den Kopfquerträgern um die Querachse steif gelagert. Zum Ausgleich sind als Tragfedern verwendeten Blattfedern jeder Drehgestellseite durch eine zusätzliche, als Ausgleichshebel wirkende Blattfeder verbunden. Die Lokomotive stützt sich damit in vier Punkten auf dem Laufwerk ab. Auf die bei Bergbaulokomotiven üblichen Stoßbalken mit Hartholzauflage unter den Drehgestellkopfstücken als Beschädigungsschutz bei Entgleisungen konnte verzichtet werden. Die Achslager sind Gleitlager mit Schleuderschmierung. Die Drehgestellrahmen tragen die Zug- und Stoßvorrichtungen in Form von Mittelpuffern mit Ausgleichskupplungen. Die Höchstgeschwindigkeit von 45 km/h ist an die Erfordernisse der Strecke angepasst. Die ЧС11 wurden in grüner Lackierung ausgeliefert.
Die ЧС11-05 wurde beim Herstellerwerk später erheblich modifiziert, sie erhielt ein über die Vorbauten ragendes Dach, das an den Fronten abschließt und dadurch den Eindruck eines geschlossenen Lokkastens erweckt. Der Mittelführerstand blieb aber unverändert.
2008 waren nur noch sechs ЧС11 betriebsfähig (ЧС11-02, 04, 06, 08 09 und 12), da diese Anzahl nach Einstellung des Güterverkehrs für die planmäßigen zwei Personenzugpaare ausreichend ist. Zahlreiche weitere ЧС11 waren aber noch abgestellt vorhanden. Die ЧС11-06 erhielt 2007 eine neue Lackierung, die mit ihrer rot/grauen Farbgebung an die umgebauten Personenwagen angepasst wurde.

## Bilder
|  |